# LED vlákno

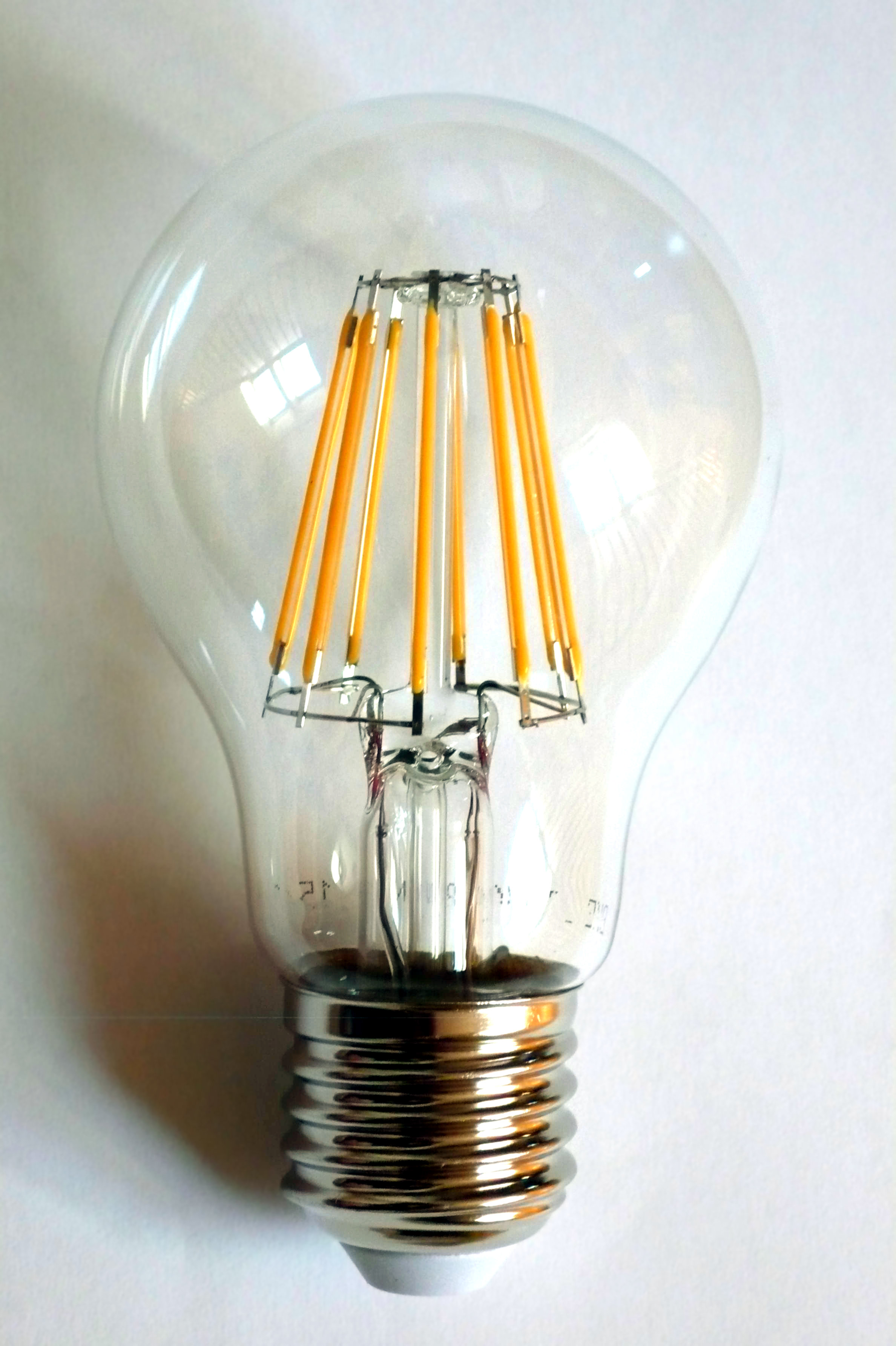
230V LED žárovka s LED světelnými vlákny a paticí E27. Vlákna jsou viditelná jako osm žlutých svislých čárek.

LED světelné vlákno (LED filament) osazené sérií elektroluminiscenčních diod je základním konstrukčním prvkem LED žárovek navržených tak, aby připomínaly tradiční žárovky s viditelnými vlákny. Vláknové LED žárovky se podobají klasickým žárovkám s wolframovým vláknem mnohem víc než předchozí LED žárovky, u nichž bylo třeba řešit rozmístění LED čipů tak, aby se světlo rozptylovalo pokud možno do všech stran. Vláknové LED žárovky se používají tam, kde chceme při rozsvícení napodobit klasické čiré žárovky s viditelným žhavým vláknem a s širokým úhlem rozložení světelného toku. Jsou také účinnější než mnoho jiných LED žárovek.

## Historie
V roce 2008 vyrobila společnost Ushio Lighting novou vláknovou LED žárovku, která svým vzhledem napodobovala standardní klasické žárovky se žhavým vláknem. Tehdejší LED žárovky obvykle používaly jeden velký LED čip nebo matici LED čipů připojených k jednomu chladiči. Proto směrová charakteristika těchto svítidel (křivka svítivosti) byla nerovnoměrná. Rozložení svítivosti v rovině řezu osou takové LED žárovky se většinou omezovalo na paprsek široký pouze 180°. Přibližně do roku 2015 představilo několik výrobců žárovky s LED vlákny. Tyto konstrukce používaly několik LED světelných vláken, která byla po rozsvícení v detailech velmi podobná vláknům prvních Edisonových žárovek.
Žárovky s LED vlákny byly patentovány společnostmi Ushio a Sanyo v roce 2008. Společnost Panasonic popsala ploché uspořádání s moduly podobnými vláknům v roce 2013. Další dvě nezávislé patentové přihlášky byly podány v roce 2014. První podané patenty obsahovaly odvod tepla pod LED diodami. V té době byla světelná účinnost LED diod nižší než 100 lm/W. O 10 let později se tato hodnota u nejkvalitnějších výrobků pohybuje kolem 150 lm/W.
V souvislosti s těmito údaji je vhodné připomenout, že je rozdíl mezi světelnou účinností čipu a žárovky. Světelná účinnost LED čipu je vždy vyšší než naměřená světelná účinnost celé LED žárovky. Účinnost celé žárovky zahrnuje ztráty způsobené napájením i optikou (sklo není 100% průhledné). Samotný bílý LED čip by teoreticky mohl poskytovat světelnou účinnost přes 300 lm/W.

Struktura LED vlákna zobrazující řetězec modrých LED pokrytých žlutým luminoforem.

## Konstrukce

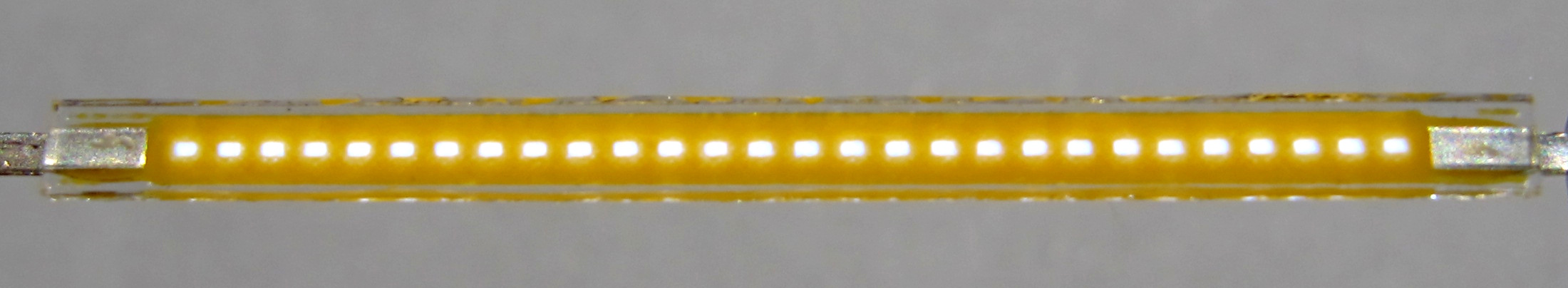
Detail LED vlákna o rozměrech 38,5 mm x 2,0 mm (jmenovitý proud 10 mA snížen přibližně na 0,5 mA kvůli snadnějšímu fotografování). Uvnitř žluté fluorescenční vrstvy svítí 28 LED čipů.

Vlákno LED se skládá z řady sériově zapojených LED čipů na průhledné podložce keramické, skleněné nebo safírové. To se pak označuje jako čip na keramice (Chip-On-Ceramic, COC) nebo čip na skle (Chip-On-Glass, COG). Používají se obvykle modré LED čipy, někdy i v kombinaci s čipy červenými. Vedle dobré tepelné vodivosti jsou důležité i optické vlastnosti průhledných podložek umožňující rovnoměrné rozptýlení vyzařovaného světla bez jakéhokoli rušení. Řada čipů na podložce se překrývá průhlednou silikonovou pryskyřicí s obsahem luminoforu. Rovnoměrná vrstva žlutého luminoforu v pojivovém materiálu ze silikonové pryskyřice převádí modré světlo generované LED diodami na světlo blížící se bílému světlu požadované barevné teploty - obvykle 2 700 K, aby odpovídalo teplé bílé barvě klasické žárovky. Výhodou tohoto provedení je vyšší  účinnost díky použití většího počtu LED zářičů s nižšími budicími proudy. Hlavní výhodou konstrukce je snadnost, s jakou lze ze soustav vláken získat téměř úplné „globální“ (360°) osvětlení, i zde však existují zóny vyzařující méně světla.
Životnost LED zářičů snižují vysoké provozní teploty. Vláknové LED žárovky mají mnoho menších LED čipů s nižším příkonem než jiné typy LED žárovek, takže nepotřebují chladič. Např. celé vlákno složené z 28 malých LED diod má spotřebu přibližně 1 W a tomu odpovídá i tepelný tok, který takové vlákno vyzařuje do svého okolí. Přesto však se i zde musí věnovat pozornost hospodaření s teplem a pro spolehlivý provoz se využívají různé možnosti rozptylování tepla do okolí. Žárovka může obsahovat směs plynů s vysokou tepelnou vodivostí, která dobře odvádí teplo z LED vlákna do baňky. Používá se především helium nebo vodík, někdy ve směsích např. s dusíkem. Baňky vláknových LED žárovek jsou skleněné, protože plastová baňka by nezabránila úniku helia do okolí. Vlákna LED se mohou rychle zničit, pokud z jakéhokoli důvodu dojde k úniku náplně plynu ze skleněné baňky vláknové  žárovky a vlákna se začnou přehřívat.

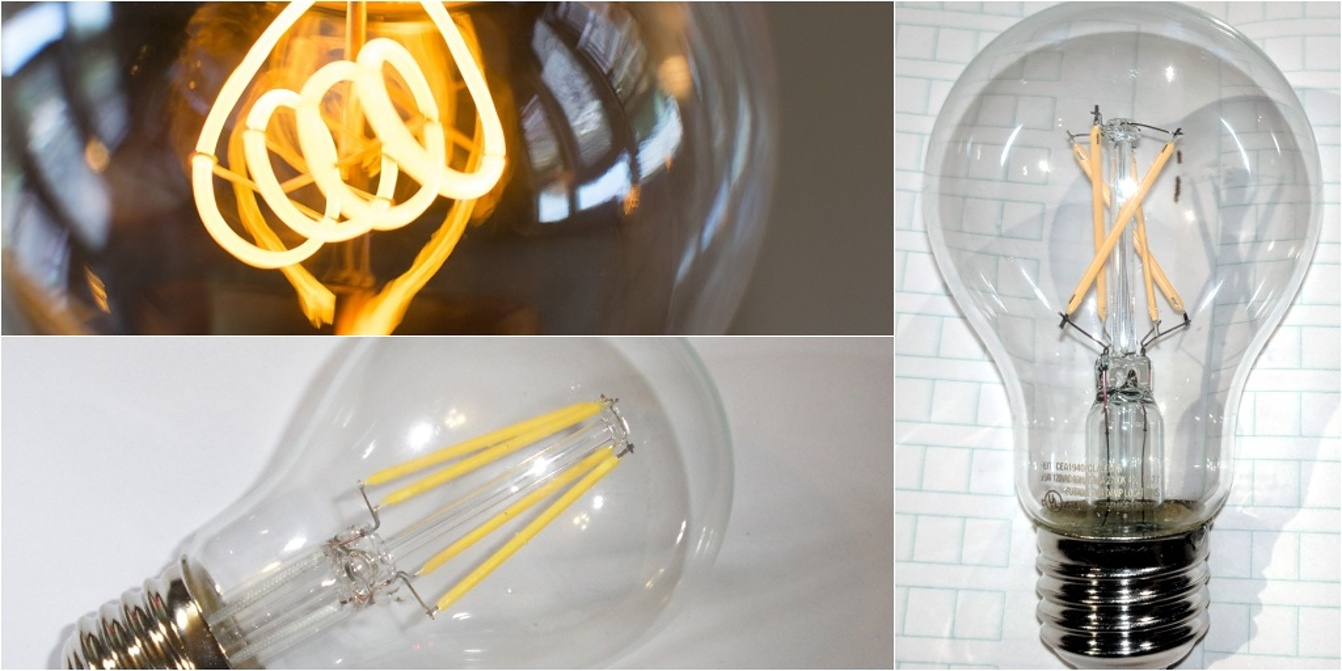
Varianty uspořádání LED vláken uvnitř žárovky.

Kromě toho lze LED vlákna uspořádat tak, aby se optimalizoval odvod tepla. Životnost LED čipů souvisí s teplotou spojů těchto čipů a při vyšších teplotách spojů klesá jejich světelný výkon s časem rychleji. Teplota spoje čipu je jeho nejvyšší provozní teplotou a v provozu převyšuje povrchovou teplotu čipu. Aby se dosáhlo životnosti 30 000 hodin při zachování 90 % světelného toku, je třeba udržovat teplotu spojů pod 85 °C.
Napájecí zdroj v čiré vláknové žárovce musí být velmi malý, aby se vešel do patice žárovky. Relativně velký počet LED diod zapojených sériově (obvykle 28 na vlákno) zjednodušuje napájení ve srovnání s jinými LED žárovkami, protože stejnosměrné napětí na jednu modrou LED diodu se pohybuje mezi 2,48 V a 3,70 V. Některé typy mohou navíc používat červené LED (1,63 V až 2,03 V). Dvě sériově zapojená vlákna s kombinací  červených a modrých LED čipů se tak mohou navrhnout pro stejnosměrné napájecí napětí kolem 110 V a napětí pro napájení čtyř vláken v sérii se potom blíží 220 až 240 V. Pro srovnání: střídavé síťové napětí se v případě běžných LED žárovek musí snižovat na stejnosměrné napětí 3 V až 12 V.     